# 卡門·萊拉
玛丽亚·伊莎贝尔·卡瓦哈尔·克萨达（西班牙語：María Isabel Carvajal Quesada，1887年1月15日—1949年5月14日），笔名卡门·莱拉（西班牙語：Carmen Lyra），或译作丽拉，是一位哥斯达黎加教师、作家。也是哥斯达黎加共产党的创始人之一。

## 生平
卡门·莱拉于1887年出生于哥斯达黎加圣何塞，为埃莱娜·卡瓦哈尔（Elena Carvajal）的私生女，因此她出生后跟随母姓“卡瓦哈尔”。她早年在圣何塞的高级女子学院就读，毕业后成为一名教师，并展现出对儿童文学的喜好，曾创作了一些儿童文学及戏剧作品。
卡门·莱拉积极投身政治活动，反对帝国主义，曾参加了1919年反对费德里科·蒂诺科·格拉纳多斯军事独裁统治的起义，并捣毁了蒂诺科控制的报社，进而导致后者的倒台。在此期间，她受到乌拉圭作家何塞·恩里克·罗多的作品《爱丽儿》的影响，加入了哥国的无政府主义团体，后来成为共产主义者，并参与成立了哥斯达黎加共产党（人民先鋒黨）。出于对未成年人权益的关心，莱拉还与路易莎·冈萨雷斯·古铁雷斯等人于1924年创办了哥斯达黎加第一所奉行蒙特梭利教學法的幼儿园。
由于卡門·萊拉参加的人民先鋒黨在哥斯达黎加内战期间支持米查爾斯基及喀德戎所领导的政府军，因此，推翻米查爾斯基上台的何塞·菲格雷斯·費雷爾取缔了人民先锋党，莱拉被迫流亡到墨西哥，并最终在当地逝世。

## 作品
卡门·莱拉长于儿童文学创作，其主要的小说作品有《在一张轮椅上》及短篇小说集《傻胡安的痴心妄想》、《我的姑姑芭齐塔的故事》等。